# Alexandre Bilodeau
Alexandre Bilodeau (Mont-real, Canadà, 8 de setembre de 1987) és un esquiador canadenc, ja retirat, especialista en esquí acrobàtic i guanyador de dues medalles olímpiques.
Especialista en la prova de bamps, als 18 anys va participar en els Jocs Olímpics d'Hivern de 2006 realitzats a Torí (Itàlia), on va finalitzar en onzena posició en la prova masculina de salts de bamps. En els Jocs Olímpics d'Hivern de 2010 realitzats a Vancouver (Canadà) va aconseguir guanyar la medalla d'or en aquesta prova, un metall que aconseguí revalidar en els Jocs Olímpics d'Hivern de 2014 realitzats a Sotxi (Rússia), esdevenint el primer esquiador a aconseguir aquest fet.
Al llarg de la seva carrera esportiva ha guanyat cinc medalles en el Campionat del Món d'esquí acrobàtic, entre elles tres medalles d'or.